# Liste der Gouverneure von Paraná

Wappen von Paraná

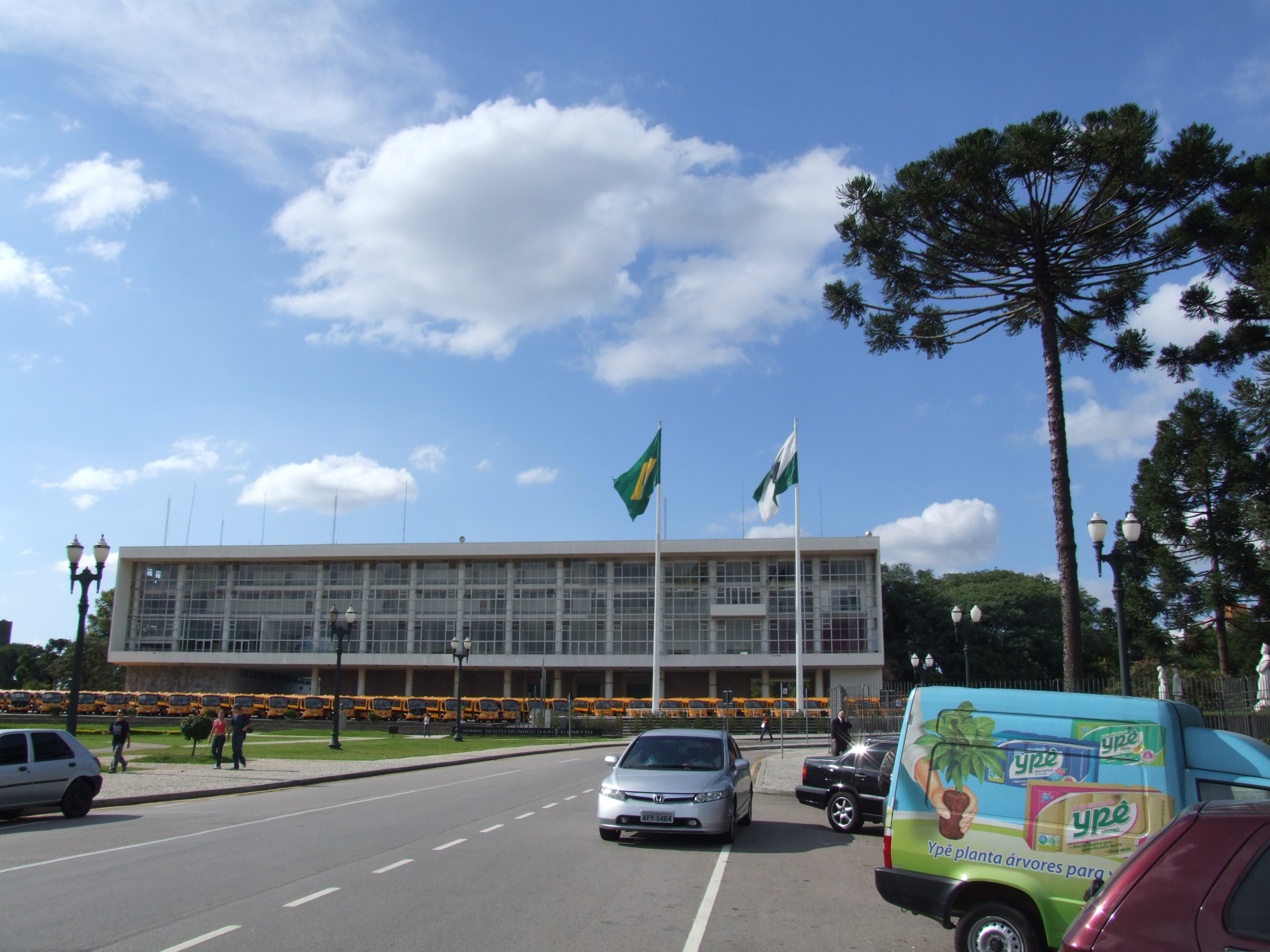
Palácio Iguaçu, Amtssitz des Gouverneurs in Curitiba

Die Liste der Gouverneure von Paraná gibt einen Überblick über die Gouverneure des brasilianischen Bundesstaats Paraná.
Die eigenständige Regierungs- und Verwaltungsgeschichte von Paraná begann, als die Provinz Paraná aus der Provinz São Paulo durch Dekret Nr. 704 vom 26. August 1853 ausgegliedert wurde, aus der zuletzt 1889 der heutige Bundesstaat entstand.
Paraná wurde bis 1930 von Präsidenten regiert. In der Ära Vargas regierten Bundesinterventoren den Staat. Erst seit 1947 stehen Gouverneure an der Spitze des Staats.
Amtssitz des Zivilgouverneurs ist der Palácio Iguaçu in Curitiba.

## Präsidenten im Zweiten Kaiserreich (1853–1889)
| Nr. | Name                             | Bild | Partei | Beginn der Amtszeit      | Ende der Amtszeit        |
| --- | -------------------------------- | ---- | ------ | ------------------------ | ------------------------ |
| 1   | Zacarias de Góis                 |      | PC     | 19. Dezember 1853        | 3. Mai 1855              |
| 2   | Teófilo Vitório Ribeiro          |      | PC     | 3. Mai 1855              | 27. Juli 1855            |
| 3   | Henrique Beaurepaire-Rohan       |      | PL     | 27. Juli 1855            | 1. März 1856             |
| 4   | Vicente Pires da Mota            |      | PL     | 1. März 1856             | 26. September 1856       |
| 5   | José Antônio Vaz de Carvalhais   |      | PL     | 26. September 1856       | 11. November 1857        |
| 6   | Francisco Liberato de Matos      |      | PC     | 11. November 1857        | 26. Februar 1859         |
| 7   | Francisco da Câmara Leal         |      | PC     | 26. Februar 1859         | 2. Mai 1859              |
| 8   | José Francisco Cardoso           |      | PC     | 2. Mai 1859              | 16. März 1861            |
| 9   | Antônio Gomes Nogueira           |      | PL     | 16. März 1861            | 31. März 1863            |
| 10  | Manuel Antônio Ferreira          |      | PL     | 31. März 1863            | 5. Juni 1863             |
| 11  | Sebastião Gonçalves              |      | PL     | 5. Juni 1863             | 7. März 1864             |
| 12  | José Joaquim do Carmo Jr         |      | PL     | 7. März 1864             | 18. Juni 1864            |
| 13  | Augusto de Pádua Fleury          |      | PC     | 18. Juni 1864            | 19. August 1864          |
| 14  | Agostinho Ermelino de Leão       |      | PC     | 19. August 1864          | 18. November 1864        |
| 15  | Augusto de Pádua Fleury          |      | PC     | 18. November 1864        | 4. Juni 1865             |
| 16  | Manuel Alves de Araújo           |      | PL     | 5. Juni 1865             | 18. August 1865          |
| 17  | Augusto de Pádua Fleury          |      | PC     | 18. August 1865          | 23. März 1866            |
| 18  | Agostinho Ermelino de Leão       |      | PC     | 23. März 1866            | 15. November 1866        |
| 19  | Polidoro César Burlamaque        |      | PC     | 15. November 1866        | 17. August 1867          |
| 20  | Carlos Augusto Ferraz            |      | PC     | 17. August 1867          | 31. Oktober 1867         |
| 21  | José Feliciano Horta de Araújo   |      | PC     | 31. Oktober 1867         | 5. Mai oder 29. Mai 1868 |
| 22  | Carlos Augusto Ferraz de Abreu   |      | PC     | 5. Mai oder 29. Mai 1868 | 14. September 1868       |
| 23  | Antônio Augusto da Fonseca       |      | PC     | 14. September 1868       | 28. August 1869          |
| 24  | Agostinho Ermelino de Leão       |      | PC     | 28. August 1869          | 26. November 1869        |
| 25  | Antônio Affonso de Carvalho      |      | PC     | 27. November 1869        | 20. April 1870           |
| 26  | Agostinho Ermelino de Leão       |      | PC     | 3. Mai 1870              | 24. Dezember 1870        |
| 27  | Venâncio José de Oliveira Lisboa |      | PL     | 24. Dezember 1870        | 15. Januar 1873          |
| 28  | Manuel Antônio Guimarães         |      | PL     | 15. Januar 1873          | 13. Juni 1873            |
| 29  | Frederico Cardoso de Araújo      |      | PL     | 13. Juni 1873            | 2. Mai 1875              |
| 30  | Agostinho Ermelino de Leão       |      | PC     | 2. Mai 1875              | 8. Mai 1875              |
| 31  | Adolfo Lamenha Lins              |      | PL     | 8. Mai 1875              | 16. Juli 1877            |
| 32  | Manuel Antônio Guimarães         |      | PL     | 16. Juli 1877            | 17. August 1877          |
| 33  | Joaquim Bento de Oliveira Jr     |      | PL     | 17. August 1877          | 7. Februar 1878          |
| 34  | Jesuíno Marcondes Oliveira       |      | PL     | 7. Februar 1878          | 23. März 1878            |
| 35  | Rodrigo Otávio de Oliveira       |      | PC     | 23. März 1878            | 31. März 1879            |
| 36  | Jesuíno Marcondes Oliveira       |      | PL     | 31. März 1879            | 23. April 1879           |
| 37  | Manuel de Sousa Dantas Filho     |      | PC     | 23. April 1879           | 4. August 1880           |
| 38  | João José Pedrosa                |      | PC     | 4. August 1880           | 3. Mai 1881              |
| 39  | Sancho de Barros Pimentel        |      | PC     | 3. Mai 1881              | 26. Januar 1882          |
| 40  | Jesuíno Marcondes Oliveira       |      | PL     | 26. Januar 1882          | 6. März 1882             |
| 41  | Carlos Augusto de Carvalho       |      | PC     | 6. März 1882             | 26. Mai 1883             |
| 42  | Antônio Alves de Araújo          |      | PC     | 26. Mai 1883             | 3. September 1883        |
| 43  | Luís Alves Leite Bello           |      | PL     | 3. September 1883        | 5. Juni 1884             |
| 44  | Brasílio Augusto Machado         |      | PC     | 5. Juni 1884             | 21. August 1885          |
| 45  | Antônio Alves de Araújo          |      | PC     | 24. August 1885          | 18. September 1885       |
| 46  | Joaquim Almeida Sobrinho         |      | PL     | 20. September 1885       | 29. September 1885       |
| 47  | Alfredo d’Escragnolle Taunay     |      | PL     | 29. September 1885       | 3. Mai 1886              |
| 48  | Joaquim Almeida Sobrinho         |      | PL     | 3. Mai 1886              | 26. Dezember 1887        |
| 49  | Antônio Ricardo dos Santos       |      | PL     | 29. Dezember 1887        | 9. Februar 1888          |
| 50  | José Cesário Ribeiro             |      | PC     | 9. Februar 1888          | 30. Juni 1888            |
| 51  | Ildefonso Pereira Correia        |      | PC     | 30. Juni 1888            | 4. Juli 1888             |
| 52  | Balbino Cândido da Cunha         |      | PC     | 4. Juli 1888             | 18. Juni 1889            |
| 53  | Jesuíno Marcondes Oliveira       |      | PL     | 18. Juni 1889            | 23. August 1889          |
| 54  | Joaquim José Alves               |      | PC     | 3. September 1889        | 11. September 1889       |
| 55  | Jesuíno Marcondes Oliveira       |      | PL     | 12. September 1889       | 16. November 1889        |

## Präsidenten in der Ersten Republik (1889 — 1930)
In der republikanischen Zeit wurden die Gouverneure bis zur Revolution von 1930 noch „Präsidenten“ genannt.
| Nr. | Name                                         | Bild | Partei | Beginn der Amtszeit | Ende der Amtszeit | Bemerkungen                                         |
| --- | -------------------------------------------- | ---- | ------ | ------------------- | ----------------- | --------------------------------------------------- |
| 1   | Francisco Cardoso Jr                         |      | PRD    | 17. November 1889   | 4. Dezember 1889  | ernannt                                             |
| 2   | José Marques Guimarães                       |      | PRD    | 4. Dezember 1889    | 18. Februar 1890  | ernannt                                             |
| —   | Herculano de Freitas                         |      | PRP    | 18. Februar 1890    | 4. März 1890      | ernannt (zuvor Vizepräsident)                       |
| 3   | Américo Lobo Leite Pereira                   |      | PRD    | 4. März 1890        | 28. Juli 1890     | ernannt                                             |
| —   | Joaquim Monteiro                             |      | PRP    | 28. Juli 1890       | 28. August 1890   | ernannt (zuvor Vizepräsident)                       |
| 4   | Serzedelo Correia                            |      | PRD    | 28. August 1890     | 3. November 1890  | ernannt                                             |
| —   | Joaquim Monteiro                             |      | PRP    | 3. November 1890    | 27. Dezember 1890 | ernannt (zuvor Vizepräsident)                       |
| 5   | José Aguiar Lima                             |      | URP    | 27. Dezember 1890   | 3. Juni 1891      | ernannt                                             |
| 6   | Generoso Marques dos Santos                  |      | URP    | 3. Juni 1891        | 29. November 1891 | ernannt                                             |
| —   | Roberto Ferreira Bento Lins Joaquim Monteiro |      | PRP    | 29. November 1891   | 25. Februar 1892  | Mitglieder der Regierungsjunta                      |
| 7   | Francisco Xavier da Silva                    |      | PRP    | 25. Februar 1892    | 12. April 1893    | ernannt                                             |
| —   | Vicente Machado                              |      | PL     | 12. April 1893      | 1. Januar 1894    | ernannt (zuvor Vizepräsident)                       |
| 8   | Teófilo Soares Gomes                         |      | PRD    | 1. Januar 1894      | 21. Januar 1894   | ernannt                                             |
| 9   | João Meneses Dória                           |      | PRD    | 21. Januar 1894     | 24. März 1894     | ernannt                                             |
| 10  | Francisco Cardoso Jr.                        |      | PRD    | 24. März 1894       | 3. April 1894     | ernannt                                             |
| 11  | Tertuliano Teixeira de Freitas               |      | URP    | 3. April 1894       | April/Mai 1894    | ernannt                                             |
| 12  | José Ferreira Braga                          |      | PMB    | April/Mai 1894      | April/Mai 1894    | ernannt                                             |
| —   | Vicente Machado                              |      | PL     | Mai 1894            | Mai/Juni 1894     | ernannt (zuvor Vizepräsident)                       |
| 13  | Francisco Xavier da Silva                    |      | PRP    | Mai/Juni 1894       | 25. Februar 1896  | ernannt                                             |
| 14  | Santos Andrade                               |      | PRP    | 25. Februar 1896    | 3. April 1899     | ernannt                                             |
| —   | José Bernardino Bormann                      |      | PRF    | 3. April 1899       | 10. Mai 1899      | ernannt (zuvor Vizepräsident)                       |
| 15  | Santos Andrade                               |      | PRP    | 10. Mai 1899        | 25. Februar 1900  | ernannt                                             |
| 16  | Francisco Xavier da Silva                    |      | PRP    | 25. Februar 1900    | 25. Februar 1904  | gewählt in Volksversammlung                         |
| 17  | Vicente Machado                              |      | PRP    | 25. Februar 1904    | 13. April 1906    | gewählt in Volksversammlung (zuvor Vizepräsident)   |
| 18  | João Cândido Ferreira                        |      | PRP    | 13. April 1906      | 21. Juli 1907     | gewählt in Volksversammlung (zuvor Vizepräsident)   |
| 19  | Joaquim Monteiro                             |      | PRP    | 21. Juli 1907       | 25. Februar 1908  | gewählt in Volksversammlung (zuvor Vizepräsident)   |
| 20  | Alencar Guimarães                            |      | PRP    | 25. Februar 1908    | 26. April 1908    | gewählt in Volksversammlung (zuvor Vizepräsident)   |
| 21  | Francisco Xavier da Silva                    |      | PRP    | 26. April 1908      | 25. Februar 1912  | gewählt in Volksversammlungen                       |
| 22  | Carlos Cavalcanti                            |      | PRP    | 25. Februar 1912    | 25. Februar 1916  | gewählt in Volksversammlungen                       |
| 23  | Affonso Camargo                              |      | PRP    | 25. Februar 1916    | 25. Februar 1920  | gewählt in Volksversammlungen (zuvor Vizepräsident) |
| 24  | Caetano Munhoz da Rocha                      |      | PRP    | 25. Februar 1920    | 25. Februar 1924  | gewählt in Volksversammlungen                       |
| 25  | Caetano Munhoz da Rocha                      |      | PRP    | 25. Februar 1924    | 25. Februar 1928  | wiedergewählt in Volksversammlungen                 |
| 26  | Affonso Camargo                              |      | PRP    | 25. Februar 1928    | 5. Oktober 1930   | wiedergewählt in Volksversammlungen                 |

## Bundesinterventoren in der Ära Vargas (1930–1945)
In der Ära Vargas wurden die Gouverneure bis in die Zeit der República Nova „Bundesinterventoren“ (portugiesisch: Interventor federal) genannt.
| Nr. | Name           | Bild | Partei | Beginn der Amtszeit | Ende der Amtszeit | Bemerkungen                 |
| --- | -------------- | ---- | ------ | ------------------- | ----------------- | --------------------------- |
| 27  | Mário Tourinho |      | AL     | 5. Oktober 1930     | 29. Dezember 1931 | Bundesinterventor           |
| –   | João Perneta   |      | PP     | 29. Dezember 1931   | 30. Januar 1932   | Bundesinterventor (Interim) |
| 28  | Manuel Ribas   |      | PSD    | 30. Januar 1932     | 3. November 1945  | Bundesinterventor           |

## Bundesinterventoren und Gouverneure in derRepública Nova(1945–1964)
| Nr. | Name                       | Bild | Partei | Beginn der Amtszeit | Ende der Amtszeit | Bemerkungen                                  |
| --- | -------------------------- | ---- | ------ | ------------------- | ----------------- | -------------------------------------------- |
| 29  | Clotário Portugal          |      | PSD    | 3. November 1945    | 25. Februar 1946  | Bundesinterventor                            |
| 30  | Brasil Pinheiro Machado    |      | PSD    | 25. Februar 1946    | 6. Oktober 1946   | Bundesinterventor                            |
| 31  | Mário Gomes                |      | PSD    | 7. Oktober 1946     | 6. Februar 1947   | Bundesinterventor                            |
| 32  | Antônio de Carvalho Chaves |      | PSD    | 6. Februar 1947     | 12. März 1947     | Bundesinterventor                            |
| 33  | Moisés Lupion              |      | PSD    | 12. März 1947       | 31. Januar 1951   | Gouverneur gewählt in allgemeiner Wahl       |
| 34  | Bento Munhoz da Rocha Neto |      | PR     | 31. Januar 1951     | 3. April 1955     | Gouverneur gewählt in allgemeiner Wahl       |
| –   | Antonio Annibelli          |      | PTB    | 3. April 1955       | 1. Mai 1955       | Parlamentspräsident Ersatz-Gouverneur        |
| 35  | Adolfo Franco              |      | UDN    | 1. Mai 1955         | 31. Januar 1956   | Gouverneur gewählt vom Parlament des Staates |
| 36  | Moisés Lupion              |      | PSD    | 31. Januar 1956     | 31. Januar 1961   | Gouverneur gewählt in allgemeiner Wahl       |
| 37  | Ney Braga                  |      | PDC    | 31. Januar 1961     | 17. November 1965 | Gouverneur gewählt in allgemeiner Wahl       |

## Gouverneure in der Militärdiktatur (1964–1985)
| Nr. | Name                           | Bild                                  | Partei | Beginn der Amtszeit | Ende der Amtszeit | Bemerkungen                                                            |
| --- | ------------------------------ | ------------------------------------- | ------ | ------------------- | ----------------- | ---------------------------------------------------------------------- |
| –   | Antônio Ferreira Rüppel        |                                       | PDC    | 17. November 1965   | 20. November 1965 | Parlamentspräsident Ersatz-Gouverneur                                  |
| 38  | Algacyr Guimarães              |                                       | PDC    | 20. November 1965   | 31. Januar 1966   | Gouverneur gewählt vom Parlament                                       |
| 39  | Paulo Pimentel                 | Paulo Cruz Pimentel prov Dec 60 REFON | PTN    | 31. Januar 1966     | 15. März 1971     | Gouverneur gewählt in allgemeiner Wahl                                 |
| 40  | Haroldo Leon Peres             |                                       | ARENA  | 15. März 1971       | 23. November 1971 | Gouverneur gewählt vom Parlament                                       |
| 41  | Pedro Viriato Parigot de Sousa |                                       | ARENA  | 23. November 1971   | 11. Juli 1973     | Gouverneur gewählt vom Parlament im Amt verstorben                     |
| 42  | João Mansur                    |                                       | ARENA  | 11. Juli 1973       | 11. August 1973   | Ersatz-Gouverneur wegen Tod des Amtsinhabers                           |
| 43  | Emílio Hoffmann Gomes          |                                       | ARENA  | 11. August 1973     | 15. März 1975     | Gouverneur gewählt vom Parlament                                       |
| 44  | Jaime Canet Júnior             |                                       | ARENA  | 15. März 1975       | 15. März 1979     | Gouverneur gewählt vom Parlament                                       |
| 45  | Ney Braga                      |                                       | PDS    | 15. März 1979       | 14. Mai 1982      | Gouverneur gewählt vom Parlament                                       |
| 46  | José Hosken de Novais          |                                       | PDS    | 14. Mai 1982        | 15. März 1983     | Vize-Gouverneur gewählt vom Parlament übernahm das Amt des Gouverneurs |

## Gouverneure in derNova República(Sechste Republik, seit 1985)
| Nr. | Name                         | Bild         | Partei       | Beginn der Amtszeit | Ende der Amtszeit |
| --- | ---------------------------- | ------------ | ------------ | ------------------- | ----------------- |
| 47  | José Richa                   |              | PMDB         | 15. März 1983       | 9. Mai 1986       |
| 48  | João Elísio Ferraz de Campos |              | PMDB         | 9. Mai 1986         | 15. März 1987     |
| 49  | Alvaro Dias                  |              | PMDB         | 15. März 1987       | 15. März 1991     |
| 50  | Roberto Requião              |              | PMDB         | 15. März 1991       | 2. Apr. 1994      |
| 51  | Mário Pereira                |              | PMDB         | 2. Apr. 1994        | 1. Jan. 1995      |
| 52  | Jaime Lerner                 |              | PDT          | 1. Jan. 1995        | 1. Jan. 1999      |
| 52  | Jaime Lerner                 | PFL          | 1. Jan. 1999 | 1. Jan. 2003        |                   |
| 53  | Roberto Requião              |              | PMDB         | 1. Jan. 2003        | 4. Sep. 2006      |
| —   | Hermas Brandão               |              | PSDB         | 4. Sep. 2006        | 1. Jan. 2007      |
| —   | Roberto Requião              |              | PMDB         | 1. Jan. 2007        | 1. Apr. 2010      |
| 54  | Orlando Pessuti              |              | PMDB         | 1. Apr. 2010        | 1. Jan. 2011      |
| 55  | Beto Richa                   |              | PSDB         | 1. Jan. 2011        | 1. Jan. 2015      |
| 55  | Beto Richa                   | 1. Jan. 2015 | PSDB         | 6. Apr. 2018        |                   |
| 56  | Cida Borghetti               |              | PP           | 6. Apr. 2018        | 1. Jan. 2019      |
| 57  | Ratinho Júnior               |              | PSD          | 1. Jan. 2019        | amtierend         |
| 57  | Ratinho Júnior               | 1. Jan. 2023 | PSD          |                     |                   |